# Palais Chigi-Odescalchi
Pour les articles homonymes, voir Chigi.
Le palais Chigi-Odescalchi, également connu sous le Palazzo Chigi ai Santi Apostoli, est un palais baroque et néo-Renaissance situé Piazza Santi Apostoli, dans le rione Trevi à Rome.

## Histoire
Le bâtiment d'origine, remanié par Carlo Maderno, appartenait à la famille Colonna qui, en 1622, le vendit à Ludovisi Boncompagni avant de le racheter quelques années plus tard. En 1661, le palais, cédé en usufruit au cardinal Flavio Chigi, subit une transformation importante de l'œuvre par Le Bernin vers 1665. En 1745, le bâtiment passa au prince Baldassare Odescalchi et fut à nouveau agrandi, cette fois-ci par Nicola Salvi et Luigi Vanvitelli. Finalement, en 1887, le palais fut endommagé par un incendie : la façade de la place des Saints-Apôtres fut restaurée et celle qui se trouvait le long de la Via del Corso fut entièrement reconstruite par Raffaelo Ojetti.

## Description
La partie originale du palais, dont la façade a été idéalisée par Le Bernin, revêt une importance particulière. Idéalisé au XVIIe siècle, il peut être considéré comme un véritable modèle pour la façade de plusieurs palais baroques italiens et européens. En effet, Le Bernin avait également présenté un projet pour la façade du palais du Louvre, qui ne fut jamais réalisée. Ce projet a ensuite servi de base à d’importants projets, tels que le palais royal de Stockholm, conçu par Nicodème Tessin le Jeune, qui a étudié dans l’atelier du .
Avant les agrandissements successifs, la façade avait un corps avancé dans la partie centrale et couronnée par une balustrade au sommet. Ce corps avancé a été dissimulé au XVIIIe siècle lors de la refonte de la façade, mais le style du Bernin a été conservé. Deux portails mènent à une cour intérieure à portique réalisée par Carlo Maderno et décorée avec des statues. Décidément éclectique, la façade de la Via del Corso a été construite en style néo-Renaissance sur la base des palais florentins du XVe siècle.

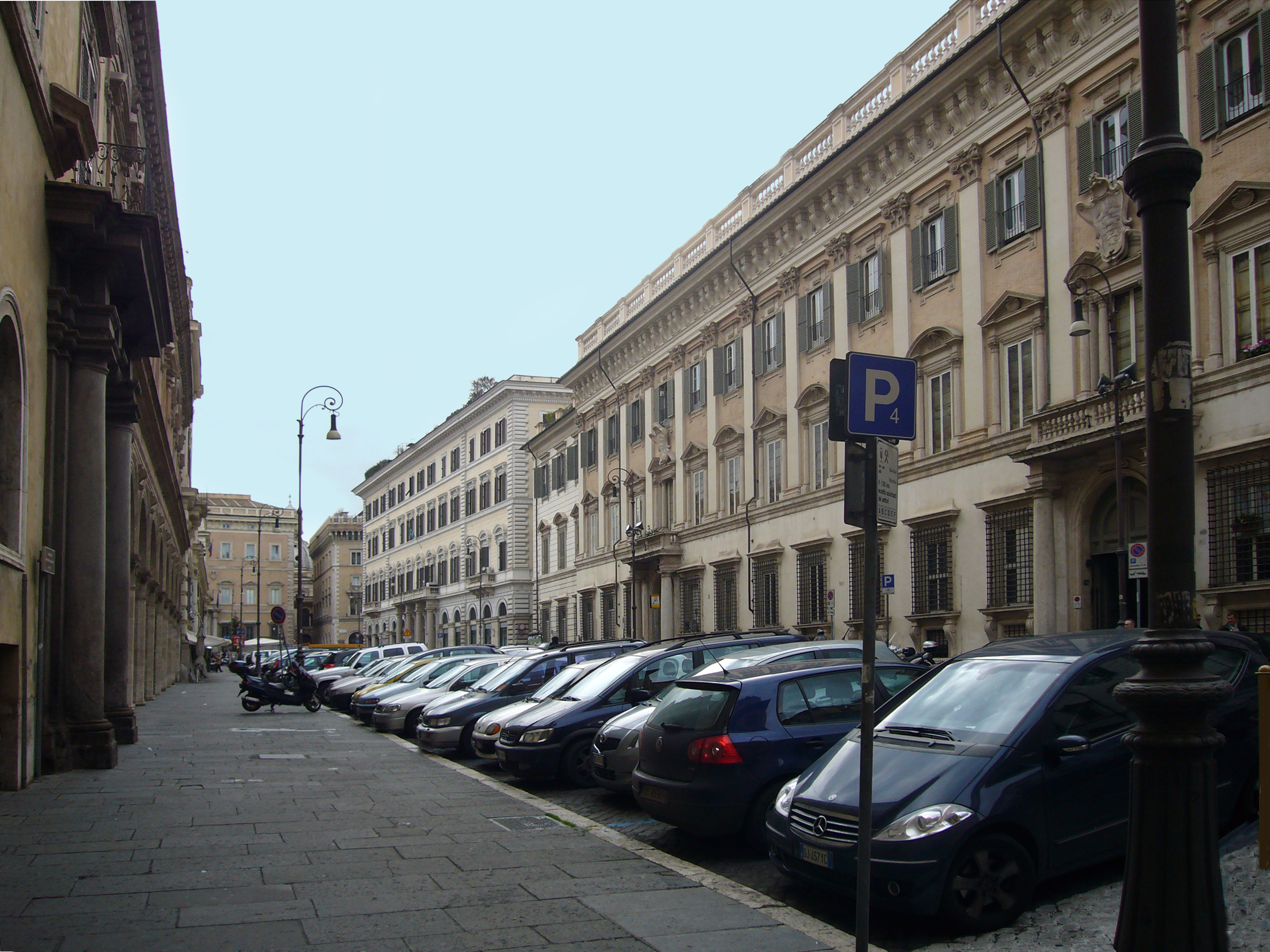
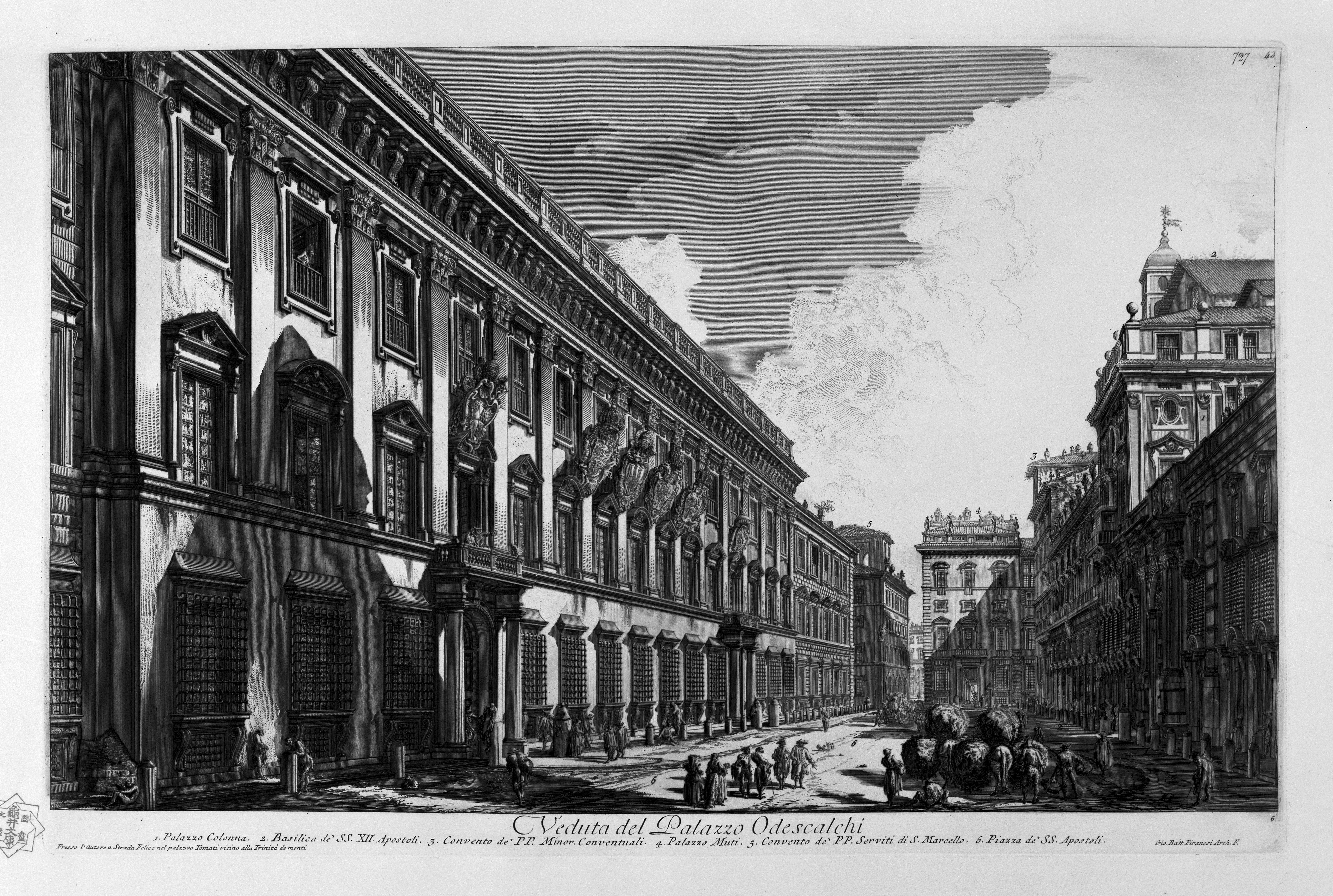
Gravure de Piranesi (XVIIIe siècle)
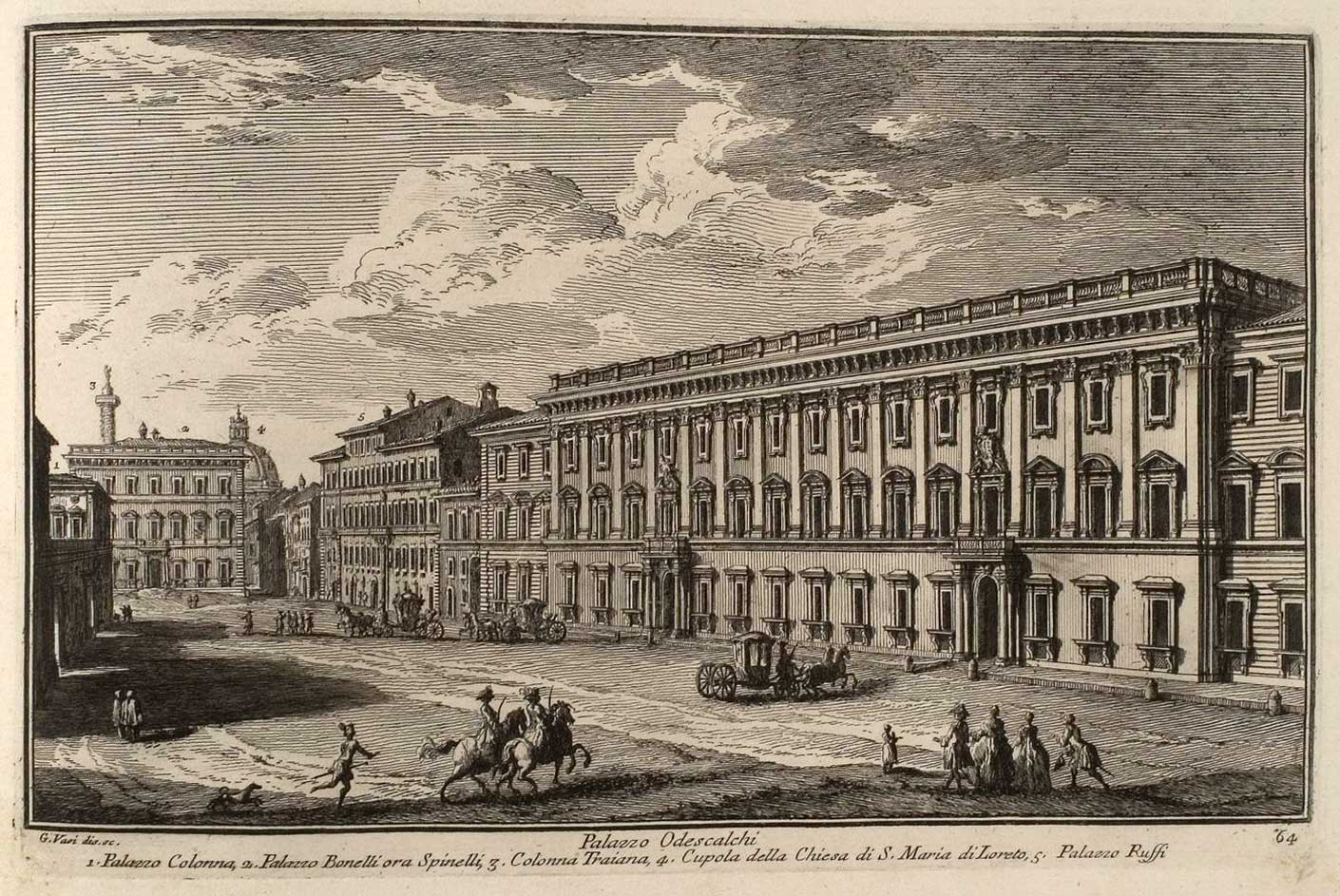
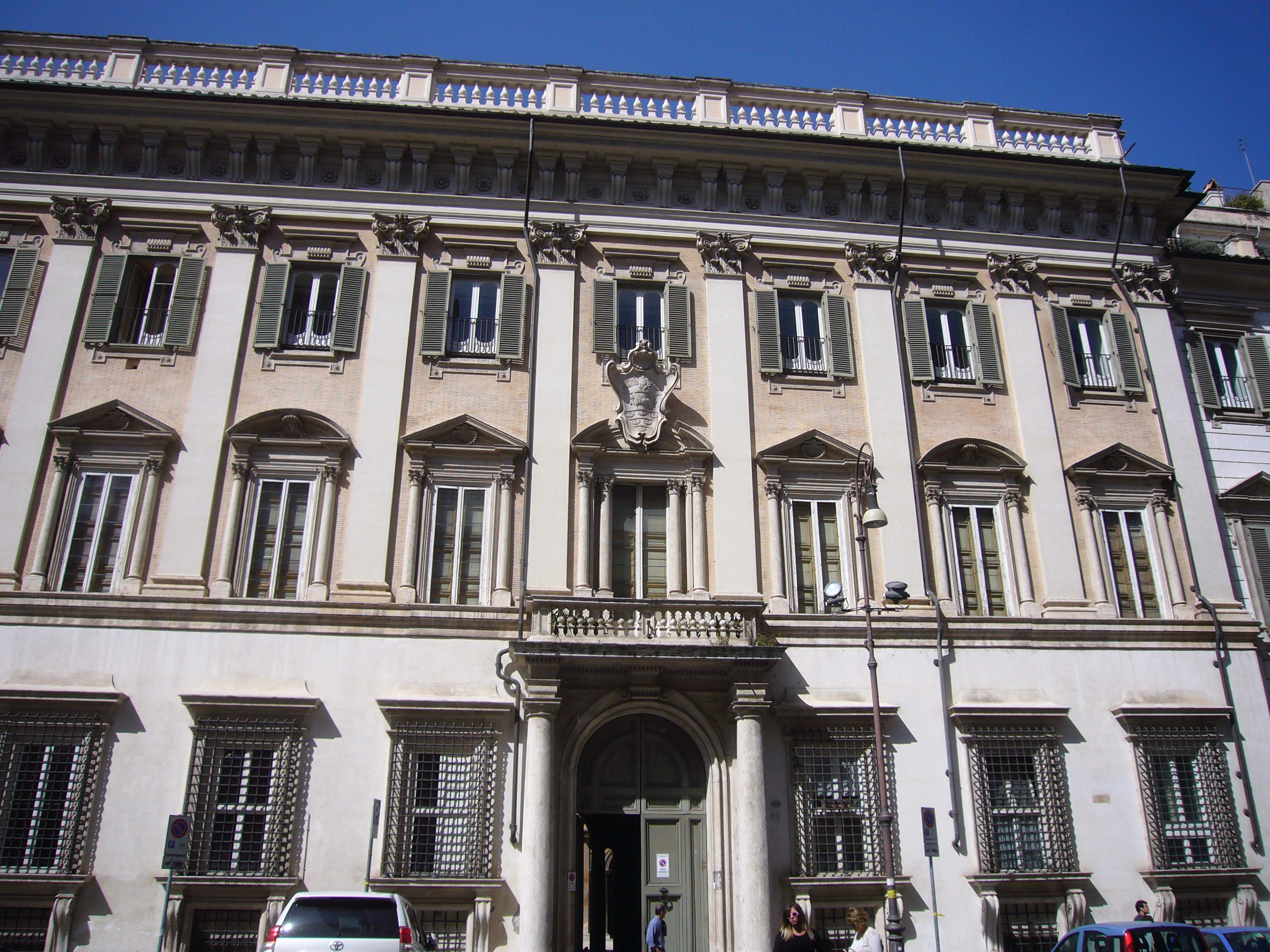